# Pandemia di COVID-19 in Indonesia
I primi casi della pandemia di COVID-19 in Indonesia sono stati confermati nel paese il 2 marzo; si trattava in particolare di due donne indonesiane, madre e figlia, che erano state a contatto con un cittadino giapponese la cui positività al virus era stata riscontrata in Malaysia, dopo che l'uomo aveva lasciato l'Indonesia.
Entro il 9 aprile 2020, la pandemia si era diffusa in tutte le 34 province del Paese. Giacarta, Giava Occidentale e Giava Centrale erano le province più colpite, rappresentando oltre la metà dei casi totali nazionali. Il più grande aumento di nuovi casi in un solo giorno si è verificato il 30 gennaio 2021, durante la seconda ondata, quando sono stati confermati 14.518 nuovi casi, 12.848 guariti e 476 decessi in 24 ore. Il 13 luglio 2020, i guariti hanno superato per la prima volta i casi attivi.
Al 1º gennaio 2023, l'Indonesia aveva 6 720 181 casi totali, di cui 6 549 985 guariti e 160 619 decessi, registrando così il più alto numero di casi totali nel Sud-est asiatico, davanti alle Filippine, e il 1° numero di decessi dell'Asia e l'11º al mondo. La revisione dei dati, tuttavia, ha indicato che il numero di decessi potrebbe essere molto più alto di quello che è stato riportato poiché coloro che sono morti con sintomi acuti di COVID-19 ma non erano stati confermati o testati non sono stati conteggiati nella cifra ufficiale dei decessi.
L'Indonesia al 2 febbraio aveva fatto 9.358.604 test per la COVID-19 pur avendo 275 milioni di abitanti. L'Organizzazione mondiale della sanità ha chiesto alla nazione di eseguire più test, soprattutto su pazienti sospetti.
Anziché implementare un lockdown nazionale, il governo aveva approvato "restrizioni sociali su larga scala" per alcune reggenze e città. A partire dalla fine di maggio 2020, hanno iniziato ad applicare la "nuova normalità", insieme ad altre regioni della zona verde e gialla. Questa politica ha ricevuto molte critiche.
Il 13 gennaio 2021, il presidente Joko Widodo è stato vaccinato nel palazzo presidenziale, dando ufficialmente il via al programma di vaccinazione dell'Indonesia. Al 2 febbraio 2021, 596.260 persone avevano ricevuto la prima dose del vaccino e 51.999 persone erano state completamente vaccinate.
Il 5 maggio 2023, l'Organizzazione mondiale della sanità dichiara ufficialmente la fine della pandemia.

## Antefatti
Il 12 gennaio 2020, l'Organizzazione mondiale della sanità (OMS) ha confermato che un nuovo coronavirus era la causa di una nuova infezione polmonare che aveva colpito diversi abitanti della città di Wuhan, nella provincia cinese dell'Hubei, il cui caso era stato portato all'attenzione dell'OMS il 31 dicembre 2019.
Sebbene nel tempo il tasso di mortalità della COVID-19 si sia rivelato decisamente più basso di quello dell'epidemia di SARS che aveva imperversato nel 2003, la trasmissione del virus SARS-CoV-2, alla base della COVID-19, è risultata essere molto più ampia di quella del precedente virus del 2003, e ha portato a un numero totale di morti molto più elevato.